# Hohenfels, Konstanz
Hohenfels là một thị xã nằm ở huyện Konstanz, thuộc bang Baden-Württemberg, Đức.